# موز کاوندیش
موز کاوِندیش یا کَوِندیش(به انگلیسی: Cavendish banana)، رقمی از میوه‌ی موز است که به زیرگروه کاوندیش گروه رقم ای‌ای‌ای (AAA) نامیده می‌شود تعلق دارد. برای توصیف گیاهانی که روی آن‌ها موز رشد می‌کند هم اصطلاح مشابهی استفاده می‌شود.
برای مشاهده روش کاشت موز اینجا را بزنید.